# Protestantské provizorium
Protestantské provizorium je pojmenování nařízení rakouského ministerstva vnitra RGBl. 107/1848 z 30. ledna 1849, o některých provizorních opatřeních týkajících se situace nekatolíků.
Výnos obsahoval tato ustanovení:
1. stanovoval, aby se v úředním styku již nepoužívalo označení „nekatolíci“, nýbrž „evangelíci augsburského nebo evangelíci helvétského vyznání“.
2. garantoval svobodu přestoupení z jedné křesťanské konfese do jiné po dosažení 18. roku života.
3. povoloval evangelickým církevním obcím vést křestní, oddací a úmrtní matriky a pořizovat z nich právně platné výpisy.
4. rušil štólu (poplatky za liturgické úkony), které evangelíci dosud museli platit katolickým kněžím.
5. rušil poplatky, které dosud evangelíci museli odvádět katolickým učitelům, ačkoli své děti posílali do svých vlastních a nikoli katolických škol.
6. ohlášky sňatků se měly dít jen na evangelické bohoslužbě, v případě smíšeného evangelicko-katolického sňatku pak v obou církvích.